# かおりと涼のキミキス チューニングポップ♪
『かおりと涼のキミキス チューニングポップ♪』（かおりとりょうの キミキス チューニングポップ）は、PS2用ソフト『キミキス』に関したインターネットラジオ番組。2006年11月6日から2008年5月12日まで音泉にて配信していた。毎週月曜日更新。全体的に「マシュマロのようなカワイイ番組（広橋談）」とは違った、お笑い的要素が豊富な番組となっている。

## パーソナリティー
- 水橋かおり（里仲なるみ役）
  - 「みずはっち」の愛称で呼ばれることがある。広橋からは「水橋嬢」「カオリーヌ」と呼ばれることがある。
  - 広橋自身は「カオリーヌ」を推したいようだが、本人は断固拒否している（結局「カオリーヌ」と呼ばれたのは数回放送分のみで、その後は「水橋嬢」と呼ばれている）。
  - 時にコントのような面白エピソードが向こうからやってくることがある。
- 広橋涼（咲野明日夏役）
  - 「ひろはっち、涼ちゃん」の愛称で呼ばれることがある。
  - 独特の感性、ボキャブラリーの持ち主で、人と違うところに反応したり、単語を間違えたり全く意味の違うものに言い換えたりする。
  - コーナー説明開始のキューがスタッフから出されると、反射的に「はい」と返事してしまう。
  - この番組を「かわいらしい番組」と思っており、時に可愛く行こうと努力してみるが、最後まで続いた例が無い。

名前がシティーハンターの主要キャラクターと同じであることから、「○ティーハンター」コンビと呼ばれることもある。

## プチ・リニューアル
『亜美とかおりのキミキス チューニングアップ♪』開始当初からパーソナリティを勤めてきた小清水亜美が、2006年10月一杯で「転校」という形をとりパーソナリティから脱退。
2006年11月6日更新分から広橋涼を新パーソナリティとして加え、番組名を変更してのプチ･リニューアル（再スタート）となった。

## 内容
以下のコーナーがある。基本的に挨拶はリスナーが書いたものと同じ言葉を返してくれるが、ベロチューは却下されている。
キミキスインフォメーション
キミキス関連の情報を紹介する。
キミとマッチング!
いわゆる「ふつおた」コーナーではあるが、ゲーム内の「マッチング会話」システムにちなみ、話の内容によって+1/±0/-1のポイントが加算されていく。また、特に盛り上がった話題を投稿したリスナーに対しては、パーソナリティがキャラクターの声でリスナーのチューニングネーム（ラジオネームに代わる呼称）を入れて呼びかける。現在はコーナー内でのトークの盛り上がりが重視されている。±5に達すると何かが起こる予定（+5に達するとチューニングアップ♪では、パーソナリティがキャラクターの声でリスナーのチューニングネーム入りで告白イベントの台詞を言ってくれた。-5は達した人がいなかった）。この作品では±5でパーソナリティーから何かいいものが送られる。
- これまでは読まれた人は特に悪い印象が無い限り+1が与えられる無言の慣習があったが、広橋は独自の評価を展開しており、水橋より簡単に±0や-1を付ける傾向にある。

オレキス!→アニキス!（無い事あり）
ゲームの裏設定やアニメで取り扱ってほしい設定や隠し要素などを妄想して投稿するコーナー。
第9回でリスナーから曲を作ろうという提案のメールが紹介され歌詞及び曲の募集を始めたが、その紹介もこのコーナーで行っている。
※OP、ED曲の製作決定が決まったので、紹介及び募集は終了している。
輝日南高校サッカー部（隔週）
サッカー部の咲野明日夏にちなんで（いないのだが）、リスナーから送ってもらった男女が出会うきっかけのシーンや楽しいデートのシチュエーション・男女の設定などを見て、パーソナリティーが交互に（実質広橋のみであるが）妄想をスタートさせる。もう一人は審判となって展開次第で警告の笛を吹いてイエローカード、もしくはレッドカードを提示する。イエロー2枚、もしくはレッド1枚で強制的に妄想終了。毎回広橋の少女漫画チックで度の過ぎた（？）妄想に、水橋が警告の笛を多用するというパターンとなっている。
- リスナーからの妄想（提案）により、実際にやった・見た、一発退場モノの違反行為エピソードを送っても良いことになった。パーソナリティがレッドカード・イエローカード・オウンゴールを判断する。このエピソードの長さにより、妄想コーナーの時間が狭まることもある。

輝日南高校家庭部（隔週）
讃岐うどん屋の娘の里仲なるみにちなみ、オリジナリティあふれるうどんの具やスープを募集し、番組内でパーソナリティが試食する。多くの場合、ミスマッチな食材が供され、不味さに阿鼻叫喚しているというパターンとなる。
- 収録は昼時に近いようだ。比較的「食事をしていない」「コレで昼を済ませるのは×」などの発言が多く見られる。
  - 第27回で二人の限界を超えるうどんが登場し、第29回は初めてか、パンを事前に買ってきたという事態になった。

- 普段は冷凍うどんの麺を使うようだが、時々ブランド麺が使われる。その回は最初に普通のうどんが食べられる。
- ゲームプロデューサーの杉山氏は料理が得意なようだが、モノがモノなだけに、やはり美味しくないものを美味しくするのは難しいようだ。
- 毎回取り上げるものの選考を、水橋本人にも確認し収録の少し前に印刷済のメールから選ばせるようだが、実際は無視され、スタッフの希望が通されることが多い。

このほか、ドラマCDの内容を発売に合わせて先行で放送することもある（CDに付いてくる「おまけ」は除く）。

## ゲスト
- #39 池澤春菜・田中理恵（公開録音）
- #43 marble
- #50 水島大宙
- #61 野川さくら
- #71 水島大宙・日野聡（「だいちゅうと聡のキミキス大チューニングポップ♪」としてOPのみ乗っ取った）
- #75 中原麻衣

## テーマソング
（新）オープニング
スキキス☆Chuing Pop ! （『kimikiss -Vocal Collection-』に収録）
歌：水橋かおり＆広橋涼
（新）エンディング
燃えてヒロイン （『kimikiss -Vocal Collection-』に収録）
歌：水橋かおり＆広橋涼
（旧）オープニング
U - don't leave me alone ! （『キミキス キャラクターソングCD vol.1 「星乃結美＆里仲なるみ」』に収録）
歌：水橋かおり
（旧）エンディング
輝日南音頭 （『キミキス 〜original sound tracks〜』に収録）
歌：広橋涼

## ラジオCD
発売元はエンターブレイン。
- ラジオCD 「かおりと涼のキミキス チューニングポップ♪」 Vol.1 （2007年3月28日発売）
- ラジオCD 「かおりと涼のキミキス チューニングポップ♪」 Vol.2 （2007年11月28日発売）
- ラジオCD 「かおりと涼のキミキス チューニングポップ♪」 Vol.3 （2008年2月27日発売）
- ラジオCD 「かおりと涼のキミキス チューニングポップ♪」 Vol.4 （2008年5月2日発売）
- ラジオCD 「かおりと涼のキミキス チューニングポップ♪」 Vol.5 （2008年7月23日発売）
- ラジオCD 「かおりと涼のキミキス チューニングポップ♪」 Vol.6 （2008年8月27日発売）

### おまけCD
- vol.5：釣りキス(仮)（全編外ロケで何かを釣るとのこと）
- vol.6：キミキスチューニングアップ♪ポップ♪卒業公録バイバイchu♪（2008年5月25日の公開録音のもの）